# Amphianthus nitidus
Amphianthus nitidus is een zeeanemonensoort uit de familie Hormathiidae.
Amphianthus nitidus is voor het eerst wetenschappelijk beschreven door Verrill in 1899.